# The People Under the Stairs
The People Under the Stairs és una pel·lícula de comèdia de terror estatunidenca del 1991 escrita i dirigida per Wes Craven i protagonitzada per Brandon Adams, Everett McGill, Wendy Robie i A. J. Langer. La trama segueix un nen jove i dos lladres adults que queden atrapats en una casa que pertany a una parella estranya després d'entrar per robar la seva col·lecció de monedes rares.
Craven ha afirmat que The People Under the Stairs es va inspirar parcialment en una notícia de finals de la dècada de 1970, en què dos lladres van irrompre a una casa de Los Angeles, fent que la policia descobrís sense voler dos nens que tenien tancats els seus pares. La pel·lícula va ser un èxit comercial sorpresa, i ha estat analitzada per la seva satírica representació de la gentrificació, guerra de classes i capitalisme.

## Argument
Poindexter "Fool" Williams és un resident d'un gueto de Los Angeles. Ell i la seva família estan sent desallotjats del seu apartament pels seus propietaris els Robeson. Els Robeson, que es creu que són una parella casada, es diuen mare i pare. Tenen una filla anomenada Alice, amb la que són extremadament abusius.
Leroy, el seu soci Spencer i Fool irrompen a la casa dels Robeson fent servir Spencer per fer-se passar per un treballador municipal. Els Robeson abandonen la casa aviat, però Spencer no torna. Fool i Leroy irrompen a la casa per buscar a Spencer i Fool troba el seu cadàver i un gran grup de nens estranys i pàl·lids en un local tancat dins d'un soterrani semblant a un calabós.
Els Robesons tornen i Fool fuig mentre Leroy és mort a trets pel pare. Fool es troba en una altra secció de la casa on coneix l'Alice. Ella li diu que les persones que hi havia sota les escales eren nens que incompleixen les regles de "no vegeu/escolteu/no parleu malament" de la casa Robeson. Els nens han degenerat en canibalisme per sobreviure i l'Alice ha evitat aquest destí obeint les regles sense cap dubte. Un nen anomenat Roach al qual li van treure la llengua com a càstig per haver demanat ajuda per escapar (infringint així la regla de "no parlar malament" aplicada per la mare i el pare) també esquiva els Robesons amagant-se a les parets.
Fool és descobert pel pare i és llançat als nens caníbals perquè mori. Tanmateix, Roach ajuda a en Fool a escapar, però està greument ferit. Quan mor, li dona a Fool una petita bossa de monedes d'or i una súplica escrita per salvar l'Alice. Fool es reuneix amb l'Alice i els dos s'escapen pels passadissos entre les parets. El pare allibera el seu gos rottweiler Prince a les parets per matar-los. Fool enganya el pare perquè apunyali en Prince i ell i l'Alice arriben a l'àtic on troben una finestra oberta sobre un estany. L'Alice té massa por de saltar i en Fool es veu obligat a escapar sense ella, però ell promet tornar a buscar-la.
Fool s'assabenta que té prou or per pagar tant el lloguer com la cirurgia de la seva mare. També descobreix que la mare i el pare són en realitat germans procedents d'una llarga línia de membres de la família pertorbats i consanguins. Van començar com una família que regentava una funerària, venent taüts barats a preus cars, abans d'entrar al negoci de la immobiliària, el que els va portar a ser més cobdiciosos i desquitjats. Fool promet ajudar a corregir el mal. Informa als Robesons a l'assistència infantil i mentre la policia investiga la casa, Fool torna a colar-se i revela a l'Alice que ella no és la seva filla; la van robar als seus pares biològics, com tots els altres nens del soterrani.
La mare descobreix que l'Alice sap la veritat i creu que Fool l'ha tornat contra ells, així que intenta matar l'Alice. No obstant això, els nens caníbals carreguen contra la mare, fent-la fugir i topar amb un ganivet que tenia l'Alice. Els nens l'agafen i la llencen al soterrani, on aterra morta als peus del pare. El pare troba en Fool a la volta, on Fool enceta explosius, enderrocant la casa i fent que els diners esclatin per la xemeneia del crematori i entre la multitud de persones que hi ha fora. El pare mor a l'explosió i l'Alice i el Fool es reuneixen al soterrani. Mentrestant, la gent de fora reclamen els diners repartits per l'explosió, i els nens alliberats s'aventuren a la nit.

## Repartiment
- Brandon Adams com a Poindexter “Fool” Williams
- Wendy Robie com a Dona/Mama/Sra Robeson
- TO. J. Langer com Alice Robeson
- Ving Rhames com a Leroy
- Bill Cobbs com a avi Booker
- Kelly Jo Minter com a Ruby Williams
- Sean Whalen com a Roach
- Jeremy Roberts com a Spenser

## Producció
Segons l'escriptor i director Craven, la història de la pel·lícula es va inspirar parcialment en una notícia de la vida real de 1978. El cas va implicar dos lladres afroamericans que van fer una entrada forçada a una casa de Los Angeles, Califòrnia, la qual cosa va conduir sense voler que la policia apliqués la llei local i la policia va descobrir un parell de nens que havien estat tancats pels seus pares.
La pel·lícula es va fer amb un pressupost relativament baix de 6 milions de dòlars, sense interferències significatives de l'estudi. La residència de Thomas W. Phillips, situada al 2215 S. Harvard Blvd a Los Angeles, es va utilitzar a la pel·lícula com a casa dels Robeson. Everett McGill i Wendy Robie foren seleccionats per representar els Robesons després d’haver represensat el matrimoni "Big" Ed i Nadine Hurley a la sèrie de televisió Twin Peaks.

## Estrena

### Taquilla
La pel·lícula es va estrenar al lloc 1r a la taquilla, guanyant més de 5,5 milions de dòlars aquell cap de setmana, i es va mantenir entre els 10 millors durant un mes fins a principis de desembre. La pel·lícula va guanyar més de 24.204.154 dòlars a nivell nacional (EUA) i 7.143.000 dòlars internacionals, el que va elevar el seu total mundial a 31.347.154 dòlars. La pel·lícula es va estrenar al Regne Unit el 27 de desembre de 1991 i a Austràlia el 9 d'abril. 1992.

### Recepció crítica
Al web de l’agregador de ressenyes Rotten Tomatoes, el 70% de 33 ressenyes eren positives, amb una qualificació mitjana de 6.0/10. El consens del lloc diu «Mantingut per la comèdia negra gonzo i el subtext socialment conscient, The People Under The Stairs  marca un canvi de ritme únic, encara que molt desigual, per a l'escriptor i director Wes Craven.» 
Marjorie Baumgarten de The Austin Chronicle va escriure que "aquesta és l'obra del Wes Craven que vam arribar a admirar". Vincent Canby, escrivint per The New York Times, va descriure The People Under the Stairs com "una pel·lícula de terror d’acció afirmativa", que conté "la seva part de sang i gore", i va elogiar la pel·lícula per ser "sobretot esgarrifosa i, tenint en compte les estranyes circumstàncies, sorprenentment divertida", ja que "és impossible que no agradin els dimonis que, havent-hi acabat d'enviar algú d'una manera especialment desagradable, no pot contenir el seu alt ànim natural. Ells ballen."
Siskel & Ebert, amb seu a Chicago, va tenir respostes contradictòries a la pel·lícula al seu programa de televisió. Roger Ebert de The Chicago Sun-Times va donar a la pel·lícula una crítica "avall" i va admetre un disgust per les pel·lícules de terror sangrientes, però tanmateix va donar crèdit a Craven per "crear un món visual distintiu" amb humor fosc i comentaris socials mordaces. Gene Siskel de The Chicago Tribune va donar a The People Under the Stairs un "polze amunt" reservat, advertint els espectadors sobre algun material inquietant però també va dir "si t'agrada aquest tipus d'imatges, [Craven] ho fa tan bé com et pots imaginar."
Richard Harrington de The Washington Post va criticar la direcció de Craven, i va afirmar que "Craven també va escriure el guió aquí, basat en una notícia sobre pares de Califòrnia que van mantenir els seus fills tancats al soterrani durant molts anys. Això fa por, i també fins a quin punt ha caigut Craven." Nigel Floyd de Time Out va escriure sobre la pel·lícula que "Hi ha uns quants ensurts de pitjar botons, però una manca total de terror que pertorbi la ment; el l'humor també és ampli i agrada a la gent".
S.C. Dacy d'Empire va donar a la pel·lícula quatre de les cinc estrelles possibles i la va qualificar de "brillantment decebedora", escrivint que "no és només un viatge inquietant sinó també una declaració política contundent". Brent McKnight de PopMatters va escriure que la pel·lícula "és una síntesi acurada de gèneres, impregnada d'horror, amb una mossegada satírica, i trets d'acció i thriller introduïts només per l'infern", anomenant-la "fàcilment una de les pel·lícules més originals, trastornades i extraordinàries del director".

### Temes
Noel Murray de The A.V. Club va escriure que "les imatges de la primera Guerra del Golf a la televisió dels Robesons, juntament amb la representació d'ells com una perversió acumuladora de riquesa de la típica parella suburbana, marquen la pel·lícula com una sàtira", i va anomenar els personatges de la mare i el pare com una "paròdia de dibuixos animats del conservadorisme". S.C. Dacy d' Empire es va referir als Robesons com un "Ronald i Nancy Reagan camuflats", i Brett Gallman de ComingSoon.net els va referir com a "versions de malson de Ronald i Nancy Reagan". Jonny Coleman de LA Weekly va anomenar la pel·lícula "una sàtira de capitalisme tardà, concretament en una carrera de L.A. esquinçada pel lliure mercat dels anys 80 i la violència que va crear", va assenyalar les comparacions entre els Robeson i els Reagan, i les va comparar amb figures més contemporànies com Donald Sterling i Donald Trump.
En una entrevista de 1991 a Fangoria, Craven va declarar que la pel·lícula "està molt més a prop de The Hills Have Eyes que qualsevol cosa que jo he fet durant molt de temps... És una pel·lícula crua sense cap somni. És una situació real i extraordinària que implica una família horrible que no hauria d'existir, però, per desgràcia, sovint ho fa. En la pista de comentaris del Blu-ray de 2015 publicada per Scream Factory, Craven es refereix a la casa dels Robeson com a representant de "tota la societat dels Estats Units".

### Reconeixements
| Premi                                                     | Categoria                            | Subjecte                    | Resultat  |
| --------------------------------------------------------- | ------------------------------------ | --------------------------- | --------- |
| Festival internacional de cinema fantàstic d'Avoriaz      | Premi Especial del Jurat             | Wes Craven                  | Guanyador |
| Festival Internacional de Cinema Fantàstic de Brussel·les | Premi del Públic Pegasus             | Wes Craven                  | Guanyador |
| Fangoria Chainsaw Awards                                  | Millor pel·lícula estrenada          | Millor pel·lícula estrenada | Nominat   |
| Fangoria Chainsaw Awards                                  | Millor guió                          | Wes Craven                  | Nominat   |
| Fangoria Chainsaw Awards                                  | Millor actor                         | Everett McGill              | Nominat   |
| Fangoria Chainsaw Awards                                  | Millor actriu                        | Wendy Robie                 | Nominat   |
| Fangoria Chainsaw Awards                                  | Millor actriu secundària             | A. J. Langer                | Nominat   |
| Fangoria Chainsaw Awards                                  | Millor maquillatge/Efectes especials | KNB EFX Group               | Nominat   |
| Premis Saturn                                             | Millor actuació d'un jove actor      | Brandon Adams               | Nominat   |

## Mitjans domestics
The People Under the Stairs va ser llançat en VHS per MCA/Universal Home Video a la primavera de 1992, i més tard es va publicar en DVD el 2003. La pel·lícula va rebre un llançament en Blu-ray Regiió B d'Arrow Video el 4 de novembre de 2013, amb una transferència en alta definició de la pel·lícula, un comentari d'àudio de l'actor Brandon Adams moderat per Calum Waddell, juntament amb diverses entrevistes i un tràiler cinematogràfic. La pel·lícula es va estrenar per la Regió A com a Blu-ray Collector's Edition per Scream Factory el 2015, amb comentaris d'àudio de Wes Craven amb Michael Felsher i dels actors Brandon Adams, A. J. Langer, Sean Whalen i Yan Birch. El llançament de The Scream Factory també inclou entrevistes amb membres del repartiment i de l'equip, imatges darrere de les escenes, un reportatge "making of", un tràiler cinematogràfic i anuncis de televisió.

## Remake i possibles sèries de televisió
En un moment donat, Craven va dir que li agradaria un remake de la pel·lícula juntament amb L'última casa de l'esquerra i Shocker. Tanmateix, després de l'estrena del remake de 2009 de The Last House on the Left, les notícies d'un remake van quedar latents fins al 2015, quan es va anunciar (poc abans de la mort de Craven) que el director estava desenvolupant una sèrie de televisió People Under the Stairs per a Syfy.
El 30 d'octubre de 2020, Collider va informar que Jordan Peele i Win Rosenfeld van signar per produir un remake sota Monkeypaw Productions per a Universal Pictures.

## Atraccions
Universal Studios Florida va incorporar la casa de la mare i el pare, juntament amb altres elements de la trama de la pel·lícula, en una atracció laberint en el passat per al seu esdeveniment anual Halloween Horror Nights. També apareix a la pantalla de pel·lícules autocinema a l'atracció Twister...Ride It Out.